# Open Seguros Bolívar 2013
L'Open Seguros Bolívar 2013 è stato un torneo di tennis facente parte della categoria ATP Challenger Tour nell'ambito dell'ATP Challenger Tour 2013. È stata la 9ª edizione del torneo che si è giocato a Bogotà in Colombia dal 4 al 10 novembre 2013 su campi in terra rossa e aveva un montepremi di €125,000+H.

## Partecipanti singolare

### Teste di serie
| Nazionalità | Giocatore          | Ranking* | Testa di serie |
| ----------- | ------------------ | -------- | -------------- |
| Argentina   | Horacio Zeballos   | 54       | 1              |
| Colombia    | Santiago Giraldo   | 80       | 2              |
| Italia      | Paolo Lorenzi      | 85       | 3              |
| Argentina   | Leonardo Mayer     | 86       | 4              |
| Colombia    | Alejandro Falla    | 97       | 5              |
| Argentina   | Guido Pella        | 100      | 6              |
| Colombia    | Alejandro González | 108      | 7              |
| Argentina   | Diego Schwartzman  | 119      | 8              |

- Ranking al 28 ottobre 2013.

### Altri partecipanti
Giocatori che hanno ricevuto una wild card:
- Nicolás Barrientos
- Juan Sebastián Cabal
- Carlos Salamanca
- Horacio Zeballos

Giocatori che sono passati dalle qualificazioni:
- Ariel Behar
- Juan Ignacio Londero
- Jonas Luetjen
- Gianluigi Quinzi
- Pedro Sousa (lucky loser)

## Vincitori

### Singolare
Víctor Estrella Burgos ha battuto in finale  Thomaz Bellucci che si è ritirato sul punteggio di 6–2, 3–0

### Doppio
Juan Sebastián Cabal /  Alejandro González hanno battuto in finale  Nicolás Barrientos /  Eduardo Struvay con il punteggio di 6–3, 6–2